# Taça Brasil 1960
La Taça Brasil 1960 (in italiano Coppa Brasile 1960) è stata la 2ª edizione del torneo. Vi parteciparono le squadre vincitrici di 17 campionati statali disputati l'anno precedente.

## Formula
- Primo turno: 4 gruppi da 4 squadre ciascuno divisi geograficamente. Le squadre disputano semifinali e finale in modo da designare la vincitrice di ogni gruppo, che si qualifica alla fase seguente.

- Secondo turno: le 2 vincitrici dei gruppi si affrontano per determinare le finaliste. Le squadre sono divise per regione di provenienza in due zone (Nord e Sud)

- Fase finale: le 2 vincitrici si affrontano in semifinale con le squadre campioni di San Paolo e del Pernambuco. Le due vincitrici si qualificano per la finale.

## Partecipanti
| Squadra        | Città          | Stato               |
| -------------- | -------------- | ------------------- |
| ABC            | Natal          | Rio Grande do Norte |
| Bahia          | Salvador       | Bahia               |
| Capelense      | Capela         | Alagoas             |
| Coritiba       | Curitiba       | Paraná              |
| Cruzeiro       | Belo Horizonte | Minas Gerais        |
| Estrela do Mar | João Pessoa    | Paraíba             |
| Fluminense     | Rio de Janeiro | Guanabara           |
| Fonseca        | Niterói        | Rio de Janeiro      |
| Fortaleza      | Fortaleza      | Ceará               |
| Grêmio         | Porto Alegre   | Rio Grande do Sul   |
| Moto Club      | São Luís       | Maranhão            |
| Palmeiras      | San Paolo      | San Paolo           |
| Paula Ramos    | Florianópolis  | Santa Catarina      |
| Paysandu       | Belém          | Pará                |
| Rio Branco-ES  | Vitória        | Espírito Santo      |
| Santa Cruz     | Estância       | Sergipe             |
| Santa Cruz     | Recife         | Pernambuco          |

## Primo turno

### Gruppo Nord-Est

#### Semifinali

##### Andata
| Salvador 6 settembre 1960                             | Bahia     | 3 – 1 | Santa Cruz-SE | Estádio da Fonte Nova |
| \| \| \| \| \| Pirilo Carlito Nena \| Marcatori \| \| |           |       |               |                       |
|                                                       |           |       |               |                       |
| Pirilo Carlito Nena                                   | Marcatori | Gol   |               |                       |

##### Ritorno
| Aracaju 11 settembre 1960                 | Santa Cruz-SE | 2 – 1   | Bahia |  |
| \| \| \| \| \| \| Marcatori \| Carlito \| |               |         |       |  |
|                                           |               |         |       |  |
| Gol · Gol                                 | Marcatori     | Carlito |       |  |

##### Spareggio
| Aracaju 13 settembre 1960 | Santa Cruz-SE | 0 – 0 | Bahia |  |

#### Finale

##### Andata
| Arbitro: | Gonçalves |

|                     |           |  |
| Carlito Florisvaldo | Marcatori |  |

##### Ritorno
| Arbitro: | Regis |

|         |           |        |
| Marinho | Marcatori | Xavier |

### Gruppo Nord

#### Quarti di finale

##### Andata
| Arbitro: | Ferreira |

|             |           |              |
| Izinho Bita | Marcatori | 49’ Jorginho |

##### Ritorno
| [[Natal]] 28 agosto 1960                    | ABC       | 5 – 1     | Estrela do Mar | Estádio Juvenal Lamartine |
| \| \| \| \| \| \| Marcatori \| Coelhinho \| |           |           |                |                           |
|                                             |           |           |                |                           |
| Gol · Gol                                   | Marcatori | Coelhinho |                |                           |

##### Spareggio
| [[Natal]] 30 agosto 1960 | ABC | 5 – 1 | Estrela do Mar | Estádio Juvenal Lamartine |

#### Semifinali

##### Andata
| Arbitro: | Gomes Filho |

|                        |           |                                           |
| Quarenta 61’ Ércio 90’ | Marcatori | 24’ Gojoba 84’ (rig.) Laixinha 85’ Zezico |

| Fortaleza 11 settembre 1960                            | Fortaleza | 3 – 0 | ABC | Estádio Presidente Vargas |
| \| \| \| \| \| Valter Vieira Bececê \| Marcatori \| \| |           |       |     |                           |
|                                                        |           |       |     |                           |
| Valter Vieira Bececê                                   | Marcatori |       |     |                           |

##### Ritorno
| Arbitro: | Pinto |

|                                            |           |                                    |
| Laixinha 23’ (rig.) Nabor 41’ 79’ Neto 57’ | Marcatori | 31’ 64’ Luciano 71’ Carlos Alberto |

| [[Natal]] 13 settembre 1960                       | ABC       | 1 – 1  | Fortaleza |  |
| \| \| \| \| \| Jorginho \| Marcatori \| Calado \| |           |        |           |  |
|                                                   |           |        |           |  |
| Jorginho                                          | Marcatori | Calado |           |  |

#### Finale

##### Andata
| Arbitro: | Vanlume |

|                         |           |  |
| Bececê 63’ Benedito 89’ | Marcatori |  |

##### Ritorno
| Arbitro: | Tosta |

|          |           |            |
| Nabor 9’ | Marcatori | 66’ Bececê |

### Gruppo Sud

#### Semifinale

##### Andata
| Florianópolis 21 agosto 1960                           | Paula Ramos | 1 – 2      | Coritiba | Estádio Adolfo Konder |
| \| \| \| \| \| Oscar 14’ \| Marcatori \| 59’ Duílio \| |             |            |          |                       |
|                                                        |             |            |          |                       |
| Oscar 14’                                              | Marcatori   | 59’ Duílio |          |                       |

##### Ritorno
| Curitiba 28 agosto 1960                                | Coritiba  | 5 – 0      | Paula Ramos |  |
| \| \| \| \| \| Oscar 14’ \| Marcatori \| 59’ Duílio \| |           |            |             |  |
|                                                        |           |            |             |  |
| Oscar 14’                                              | Marcatori | 59’ Duílio |             |  |

#### Finale

##### Andata
| Arbitro: | França |

|        |           |       |
| Duílio | Marcatori | Elton |

##### Ritorno
| Arbitro: | da Silva |

|                                  |           |                              |
| Vieira 13’ Kuelle 23’ Marino 78’ | Marcatori | 16’ Chico 53’ Oda 88’ Ronald |

##### Spareggio
| Arbitro: | Gomes Sobrinho |

|       |           |     |
| Gessy | Marcatori | Oda |

Partita risolta in favore del Grêmio in seguito a sorteggio.

### Gruppo Est

#### Semifinali

##### Andata
| Arbitro: | Onofre |

|  |           |         |
|  | Marcatori | 3’ Belo |

| Arbitro: | Malcher |

|  |           |                                                     |
|  | Marcatori | 6’ Telê Santana 7’ Jair Francisco 68’ Waldo Machado |

##### Ritorno
| Belo Horizonte 28 agosto 1960 | Rio Branco    | 0 – 1 | Cruzeiro | Estádio Governador Bley\| Arbitro: \| Pereira Filho \| |
| Arbitro:                      | Pereira Filho |       |          |                                                        |

| Arbitro: | Gonçalves |

|                                                                               |           |  |
| Maurinho 5’ Waldo Machado 15’ 22’ 31’ Jair Francisco 32’ 33’ 74’ Paulinho 81’ | Marcatori |  |

##### Spareggio
| Arbitro: | Ferreira |

|  |           |                    |
|  | Marcatori | 4’ Hilton Oliveira |

#### Finale

##### Andata
| Arbitro: | Viug |

|                 |           |             |
| Raimundinho 26’ | Marcatori | 9’ Paulinho |

##### Ritorno
| Arbitro: | Pereira Filho |

|                                                  |           |              |
| Escurinho 36’ Maurinho 39’ Waldo Machado 44’ 83’ | Marcatori | 23’ Nelsinho |

## Secondo turno

### Zona Nord

#### Finale

##### Andata
| Arbitro: | Lisboa |

|           |           |            |
| Gol · Gol | Marcatori | 66’ Xavier |

##### Ritorno
| Salvador 26 ottobre 1960 | Bahia | 0 – 0 | Fortaleza | Estádio da Fonte Nova |

### Zona Sud

#### Finale

##### Andata
| Arbitro: | de Queiroz |

|       |           |  |
| Élton | Marcatori |  |

##### Ritorno
| Arbitro: | Vieira França |

|                                                               |           |               |
| Maurinho 8’ Waldo Machado 39’ Jair Francisco 67’ Paulinho 78’ | Marcatori | 69’ 74’ Gessy |

##### Spareggio
| Arbitro: | de Abreu |

|                   |           |                  |
| Jair Francisco 4’ | Marcatori | 77’ (rig.) Élton |

Fluminense qualificato in virtù della miglior media reti.

## Fase finale

### Semifinali

#### Andata
| San Paolo 9 novembre 1960 | Palmeiras  | 0 – 0 | Fluminense | Estádio do Pacaembu (20.000 spett.)\| Arbitro: \| de Queiroz \| |
| Arbitro:                  | de Queiroz |       |            |                                                                 |

| Recife 16 novembre 1960 | Santa Cruz | 2 – 2 | Fortaleza |  |

#### Ritorno
| Arbitro: | Arppi Filho |

|  |           |              |
|  | Marcatori | 89’ Humberto |

| Arbitro: | Etzel Filho |

|                 |           |          |
| Bececê Benedito | Marcatori | Nilsinho |

### Finale

#### Andata
| Arbitro: | Etzel Filho |

|              |           |                             |
| Benedito 52’ | Marcatori | 8’ 17’ Romeiro 19’ Humberto |

#### Ritorno
| Arbitro: | Bonadies |

|                                                                                  |           |                |
| Zequinha 8’ Chinesinho 10’ 69’ Romeiro 12’ Julinho 21’ Cruz 53’ 56’ Humberto 77’ | Marcatori | 6’ 44’ Charuto |

## Verdetti
- Palmeiras vincitore della Taça Brasil 1960 e qualificato alla Coppa Libertadores 1961.